# Nikolai Barbot de Marny

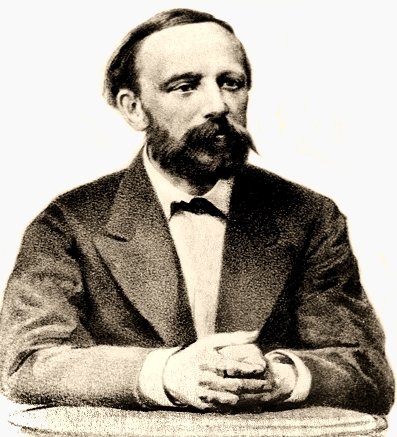
Nikolai P. Barbot de Marny

Nikolai Pawlowitsch Barbot de Marny (russisch Николай Павлович Барбот де Марни; * 31. Januarjul. / 12. Februar 1829greg. im Gouvernement Perm, Russisches Kaiserreich; † 4. Apriljul. / 16. April 1877greg. in Sankt Petersburg) war ein russischer Bergbauingenieur, Geologe und Hochschullehrer.

## Leben
Er war der Sohn einer aus Frankreich ausgewanderten Bergoffiziersfamilie. Seine Ausbildung erhielt er am Institut des Bergbauingenieurkorps in Sankt Petersburg, welches er 1852 mit Auszeichnung und dem Titel Ingenieur-Leutnant abschloss. Eigenständige geologische Untersuchungen begann er im Gouvernement Tula unter der Leitung des Geologen Christian Heinrich Pander.
1853 wurde er in den Ural versetzt, wo er an der geologischen Expedition von Hoffman und Greenwald teilnahm, die auf die geologische Untersuchung staatseigener Bergbaugebiete abzielte.
In den Jahren 1860 bis 1862 war Barbot de Marny Leiter der großen Manytsch-Expedition und erhielt für seine geologisch-geognostische Studie über die Kalmückensteppe die Goldmedaille der Russischen Geographischen Gesellschaft.
1862 wurde er ins Ausland geschickt, wo er geologische Phänomene in Deutschland, Belgien und Frankreich studierte und Informationen über geologische Museen sammelte. Nach seiner Rückkehr wurde er zum Dozent für Geologie und Geognosie am Sankt Petersburger Bergbau-Institut ernannt und wurde dort im Jahr 1866 Professor. Daraufhin leitete er in vielen Gebieten des Russischen Reiches geologische Studien.

## Bedeutung
Wichtige Entdeckungen und Leistungen von Barbot de Marny waren:
- 1864, die Erforschung der permzeitlichen Schichten in den nordrussischen Gouvernements,
- 1866, Mitentdecker der geologischen Stufe des Sarmatium, gemeinsam mit Eduard Suess
- 1874, die Expedition der Kalmückensteppe, als Teil der Amudarja-Expedition der Russischen Geographischen Gesellschaft, deren Ergebnisse bewiesen, dass die Sedimentformationen der Aral-Kaspischen Region in der Kreidezeit und nicht im Tertiär entstanden,
- 1876, die Bahnstrecke nach Orenburg.

Darüber hinaus publizierte er die erste wissenschaftliche Beschreibung der Eisenerzlagerstätte Krywbas bei Kriwoj Rog (Ukraine). Er studierte auch Kohlelagerstätten im Moskauer Gebiet.
Die wissenschaftlich-publizistische Arbeit von Barbot de Marny begann sehr früh, z. B. in der Geologischen Studien von 1870 in den Gouvernements Rjasan und Tula (unter Berücksichtigung der Paläontologie), in den Veröffentlichungen der Russischen Geographischen Gesellschaft, in deutschen geologischen Veröffentlichungen. Vor allem aber veröffentlichte er Artikel und Notizen im Bergbau-Journal. Bereits während seines Studiums am Bergbauinstitut veröffentlichte er wissenschaftliche Artikel über den Nutzen geologischen Wissens. Als Wissenschaftler publizierte er regelmäßig in den Wissenschaftlichen Aufzeichnungen der St. Petersburger Mineralogischen Gesellschaft und in den Arbeiten der St. Petersburger Gesellschaft der Naturforscher.

## Ehrungen
Nikolai Barbot de Marny war Ehrenmitglied vieler wissenschaftlicher Gesellschaften. Er war Ehrendoktor für Geologie des Sankt Petersburger Bergbau-Institutes (1866) sowie Vorsitzender der Abteilung für Mineralogie und Geologie in der St. Petersburger Gesellschaft für Naturkunde.

## Familie
Er war verheiratet mit Vera Pawlowna geb. Wersilowa (1840–1908). Seine Söhne waren:
- Nikolai (1863–1895), geboren in Paris, russischer Bergingenieur, erforschte die Geologie des Kaukasus
- Jewgeni (1868–1939), Geologe und Bergingenieur, Erforscher des Mineraliengewinnung im Tagebau, und russischer Spezialist für Gold- und Platinvorkommen, Professor.

Eine Urenkelin ist die Artistin, Film- und Theaterschauspielerin und Dichterin Natalja Warlei (* 1947).
Er liegt begraben am orthodoxen Friedhof in Smolensk.

## Publikationen
Seine Werke waren sowohl in Russland als auch im Ausland weithin bekannt und haben bis heute nicht an Relevanz verloren.